# Darin Brooks

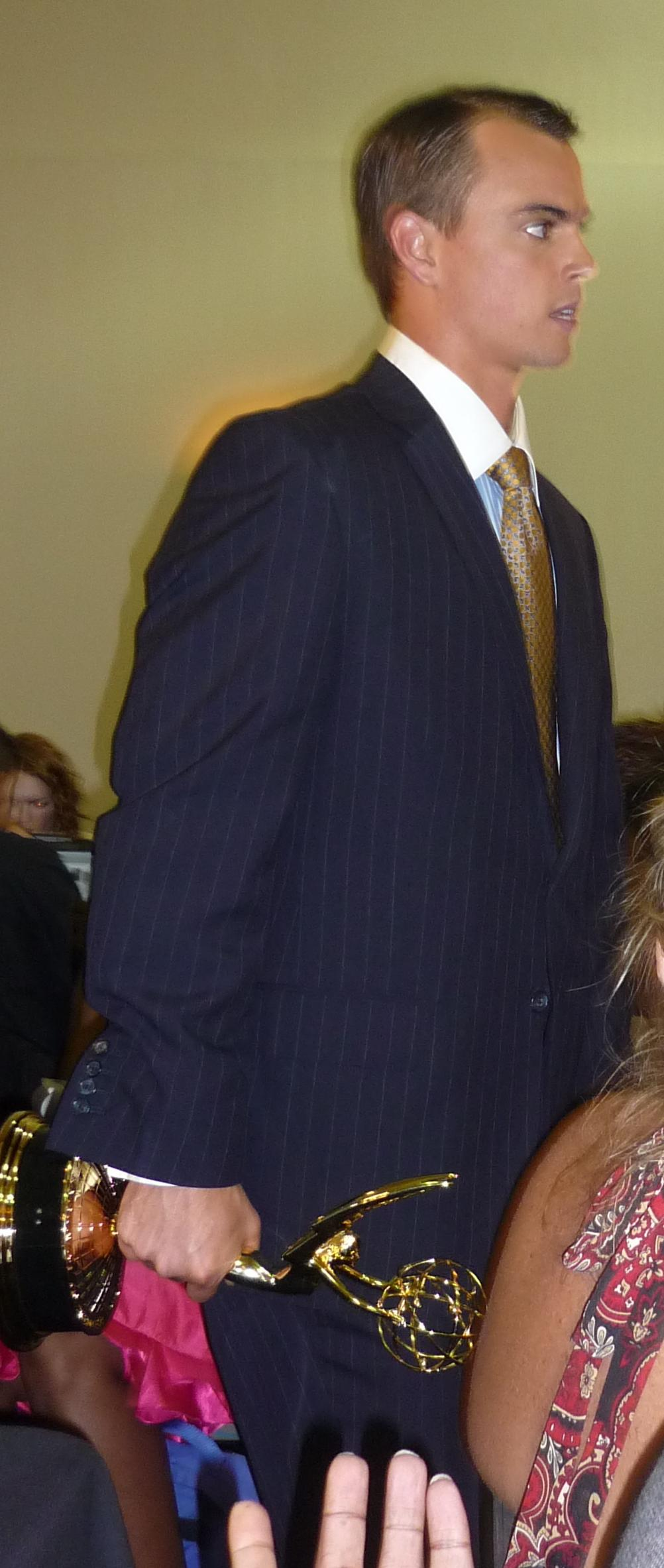
Darin Brooks (2009)

Darin Lee Brooks (ur. 27 maja 1984 w Honolulu) – amerykański aktor. Najbardziej znany z roli Maxa Brady’ego w operze mydlanej Dni naszego życia.

## Życiorys

### Wczesne lata
Urodził się i dorastał w Honolulu jako syn Susan i Donalda Brooksa. Jego rodzina była pochodzenia polskiego, irlandzkiego, belgijskiego i norweskiego. W 2002 ukończył liceum Henry J. Kaiser High School, gdzie grał w zespole rockowym.  

### Kariera
Brooks rozpoczął karierę aktorską od programu teatralnego w swoim liceum. Wystąpił w roli księcia Roszpunki w licealnym przedstawieniu Tajemnice lasu Stephena Sondheima. Po przeprowadzce do Los Angeles uczył się aktorstwa w Carter Thor Studios i Ivana Chubbuck Studios. Pracował jako model i statysta w filmach. Został odkryty przez reżyserkę castingu Kathy Henderson. W operze mydlanej NBC Dni naszego życia (2005–2009, 2010) grał młodego kobieciarza Maxa Brady’ego. Za tę postać został nominowany w 2008 i 2009 do nagrody Emmy. Statuetkę wygrał w 2009. W marcu 2010 odszedł z obsady serialu. Dostał główną rolę w sitcomie Spike TV Blue Mountain State (2010–2011).
W 2013 dostał rolę Wyatta Spencera w operze mydlanej Moda na sukces.

## Życie prywatne
21 marca 2016 ożenił się z aktorką Kelly Kruger, z którą ma córkę Everleigh Jolie (ur. 22 września 2019).

## Filmografia

### Filmy
- 2005: Staring at the Sun jako palacz
- 2010: Spotlight jako Austin Pembelton
- 2012: Bad Girls jako Benny
- 2012: Choices jako Jeff Hayes
- 2012: The Seven Year Hitch jako Kevin
- 2013: Liars All jako Brax

### Seriale
- 2005–2009, 2010: Dni naszego życia jako Max Brady
- 2010: Miss Behave jako Owens
- 2010–2011: Blue Mountain State jako Alex Moran
- 2011: CSI: Kryminalne zagadki Miami jako Ian Kaufman
- 2011: Castle jako Nick Jr
- 2013: Bloomers jako Ryan
- 2013–: Moda na sukces jako Wyatt Spencer

## Nagrody
- Nagroda Emmy Najlepszy młody aktor w serialu dramatycznym: 2009 Dni naszego życia